# Thomasomys macrotis
Thomasomys macrotis là một loài động vật có vú trong họ Cricetidae, bộ Gặm nhấm. Loài này được Gardner & Romo R. miêu tả năm 1993.